# 岡山県立矢掛高等学校
岡山県立矢掛高等学校（おかやまけんりつやかげこうとうがっこう, Okayama Prefectural Yakage High School）は、岡山県矢掛町にある県立高等学校。略称「矢高」（やこう）。

## 概要
1902年（明治35年）に開校した「岡山県立矢掛中学校」（旧制中学校）を前身とする。2012年（平成24年）に創立110周年を迎えた。岡山県下では、明治期に岡山中（朝日高校）、高梁、津山、矢掛の4校の公立中学校（現在の高校に相当）しかなかった。矢掛中時代には、東京の第一高等学校（現在の東京大学）へ進学したものも多い。そのため、これら明治期に設立された高校は、岡山県においても人材を多く輩出している。

### 学校データ
- 校訓 : 至誠力行
- 校章 : 「高」の字を校名「矢掛」にちなむ2本の鏃で囲んでいる。
- 校歌 : 作詞は小川博史、作曲は芥川也寸志による。歌詞は3番まであり、校名は登場しない。各番とも「若き日を」で終わる。

## 沿革

### 旧制中学校・新制高等学校（男子校）時代
- 1901年（明治34年） - 7月、設置が認可される。
- 1902年（明治35年）
  - 4月1日、「岡山県立矢掛中学校」が開校。
  - 5月、開校式を挙行。
- 1920年（大正9年）4月1日 - 「岡山県矢掛中学校」と改称（「立」が除かれる）。
- 1947年（昭和22年） - 4月1日、学制改革（六・三制の実施）により、新制の中学校を併設（以下・併設中学校）[注 1][注 2]。
- 1948年（昭和23年） - 4月1日、学制改革（六・三・三制の実施）により、旧制中学校は廃止され、新制高等学校「岡山県立矢掛第一高等学校」（男子校）が発足[注 3][注 4]。
- 1949年（昭和24年） - 3月31日、最後の卒業生を送り出し、併設中学校を廃止。

### 高等女学校・新制高等学校（女子校）時代
- 1913年（大正2年） - 4月1日、「小田郡矢掛尋常高等小学校[注 5]附設矢掛女学校」が設立。
- 1915年（大正4年） - 4月1日、組織改編により、「矢掛町立実科高等女学校」と改称。
- 1920年（大正9年） - 5月、「岡山県矢掛高等女学校」と改称。
- 1923年（大正12年） - 4月1日、「矢掛町外七ヶ町村組合立女学校」と改称。
- 1939年（昭和14年） - 4月1日、岡山県に移管され、「岡山県矢掛高等女学校」と改称。
- 1947年（昭和22年） - 4月1日、学制改革（六・三制の実施）により、新制の中学校を併設（以下・併設中学校）[注 6][注 7]。
- 1948年（昭和23年） - 4月1日、学制改革（六・三・三制の実施）により、高等女学校は廃止され、新制高等学校「岡山県立矢掛第二高等学校」（女子校）が発足[注 8][注 9]。
- 1949年（昭和24年） - 3月31日、最後の卒業生を送り出し、併設中学校を廃止。

### 新制高等学校（男女共学）発足後

#### 昭和
- 1949年（昭和24年） - 8月31日、高校三原則に基づく岡山県内公立高校再編に伴い、上記2校が統合され、総合制高等学校「岡山県立矢掛高等学校」（現校名）が発足[注 10][注 11]。
- 1950年（昭和25年）
  - 4月1日、完全な男女共学を開始。2校舎制は維持し、性別ではなく学年によって校舎を使い分けることとする。
  - 9月、東・西両校舎の同窓会を統合。
- 1961年（昭和36年） - 9月、東西両校舎を統合し、1校舎制（現在地）とする。
- 1971年（昭和46年） - 4月1日、岡山県立美星高等学校を統合し、美星分校とする。
- 1976年（昭和51年） - 4月1日、岡山県矢掛商業高等学校[注 12]を統合し、西分校とする。
- 1985年（昭和60年） - 4月1日、西分校が分離し、岡山県立矢掛商業高等学校として独立。
- 1986年（昭和61年） - 3月31日、美星分校を廃止。

#### 平成
- 1999年（平成11年） - 4月、小学区制から中学区制（西備学区）となる。
- 2003年（平成15年）
  - 3月、第1棟校舎の大規模改修工事が完成。
  - 4月、矢掛地域新高等学校[注 13]開校準備委員会の事務局が設置される。
- 2004年（平成16年）
  - 3月、統合に伴い、岡山県立矢掛商業高等学校の生徒募集が停止される。在校生卒業までの間、商業高校の組織は存続。
  - 4月1日、矢掛地域新高等学校として新・「岡山県立矢掛高等学校」（全日制普通科・単位制・定員200名）が発足。
- 2005年（平成17年）
  - 3月、東棟が完成。
  - 8月、南棟が完成。
- 2006年（平成18年） - 3月31日、最後の卒業生を送り出し、岡山県立矢掛商業高等学校が閉校。
- 2009年（平成21年） - 4月1日、類型3コース制（探究・総合・ビジネス）を開始。（全日制普通科・単位制・定員160名）
- 2011年（平成23年） - 4月1日、地域ビジネス科を新設。定員を普通科120名、地域ビジネス科40名とする。
- 2014年（平成26年） - 1月22日、「矢掛高存続協議会」が発足し、初会合[1]。
- 2015年（平成27年） - 3月6日、岡山県立矢掛商業高等学校の跡地を矢掛町[注 14]が一般社団法人「バート・インターナショナル（代表は片山敬済）」に無償貸し付けすることを締結[2]。
- 2018年（平成30年） - 2月28日、事業が軌道に乗らずバート・インターナショナルが矢掛商業高等学校から退去。矢掛町長（2018年現在 山野通彦）の決断によりバート・インターナショナル（代表理事 片山敬済）へ交付された補助金の経緯が不透明と問題となっている[3]。

#### 令和
- 令和7年：矢掛商業跡地に学校法人貝畑学園やかげビジネスカレッジ日本語学校が開校予定[4][5]。

## 部活動

### 運動部
- 軟式野球部
- ハンドボール部
- テニス部
- サッカー部
- ソフトテニス部
- バスケットボール部
- バドミントン部
- バレーボール部
- ソフトボール部
- 卓球部
- 陸上競技部

### 文化部
- 書道部
- 吹奏楽部
- 箏曲部
- サイエンス部
- 美術部
- 茶道部
- 報道部
- ビジネス研究部
- 囲碁・将棋部
- ジャズバンド同好会

## 環境への取り組み
- 2009年にユネスコ・スクールに認定
- 生徒会による駅の清掃活動等
- 環境授業の実施
- 川レンジャーによる小田川整備

## 著名な出身者
旧制中学時代の卒業生を含む。
- 矢吹憲道（岡山円通寺第28世住職、広島市教育課長・社会課長等を歴任、原爆孤児救済に尽力）
- 高木純五郎（長崎医科大学教授（現・長崎大学医学部）、長崎原爆により死去）
- 蜂谷道彦 （医学者、内科医、被爆時の広島逓信病院院長。被爆体験記『ヒロシマ日記』の著者）
- 岡ノ山喜郎（元大相撲力士）
- 池田一郎（元日本旅行社長）
- 池田道孝（衆議院議員・元岡山県議会議員）
- 横溝亮一（音楽評論家）